# Alexandros-Viktor Peristeris
Alexandros-Viktor Peristeris (griechisch Αλέξανδρος-Βίκτωρ Περιστέρης, * 16. März 1996) ist ein griechischer Leichtathlet, der sich auf den Weitsprung spezialisiert hat.

## Sportliche Laufbahn
Erste internationale Erfahrungen sammelte Alexandros-Viktor Peristeris im Jahr 2021, als er bei den Balkan-Hallenmeisterschaften in Istanbul mit einer Weite von 7,25 m den neunten Platz belegte. Anschließend schied er bei den Halleneuropameisterschaften in Toruń mit 7,61 m in der Qualifikation aus.
2020 wurde Peristeris griechischer Meister im Weitsprung.

## Persönliche Bestleistungen
- Weitsprung: 8,06 m (+0,6 m/s), 29. Juli 2020 in Kalamata
  - Weitsprung (Halle): 7,61 m, 4. März 2021 in Toruń